# Nobody Praying for Me
«Nobody Praying for Me» es una canción de la banda sudafricana de metal alternativo Seether. Fue lanzado el 28 de abril de 2015 como el tercer sencillo de su sexto álbum de estudio Isolate and Medicate (2014).

## Recepción
"Nobody Praying for Me" ha recibido críticas debido a las similitudes con la canción "Daisy" de Brand New en sus patrones silábicos y fórmulas líricas. Morgan había incluido anteriormente a Daisy como uno de sus cinco álbumes favoritos y a Brand New como una de sus bandas favoritas. Cuando se le preguntó en un AMA de Reddit sobre el tema, Morgan respondió irónicamente diciendo que la banda copió a Brand New "porque no somos lo suficientemente creativos o inteligentes como para escribir nuestra propia música, por supuesto".

## Video musical
El 30 de junio, Seether lanzó un conjunto interactivo de videos musicales para su sencillo, "Nobody Praying for Me", que se centra en la perspectiva cuando se trata de discriminación y la policía. El líder Shaun Morgan dijo sobre el video que "nuestro objetivo al crear este video es que las personas se eduquen y tomen una decisión informada por sí mismas, en lugar de que cualquier medio de comunicación les diga, esto es lo que deberían estar pensando, esto es lo correcto. El objetivo es intentar cambiar la forma en que vemos las cosas y no siempre sacar conclusiones preconcebidas, que en su mayoría se basan en la raza y el perfil, porque eso es lo que nos inculcan todo el tiempo. Yo también he sido culpable de eso. Es muy desafortunado y está empeorando en lugar de mejorar".
El video musical fue dirigido por Sherif Higazy.

## Posicionamiento en lista
| Lista (2015)                                  | Posición |
| --------------------------------------------- | -------- |
| Canadá (Canada Rock)                          | 37       |
| Estados Unidos (Hot Rock & Alternative Songs) | 39       |